# Manuel de Oms y de Santa Pau

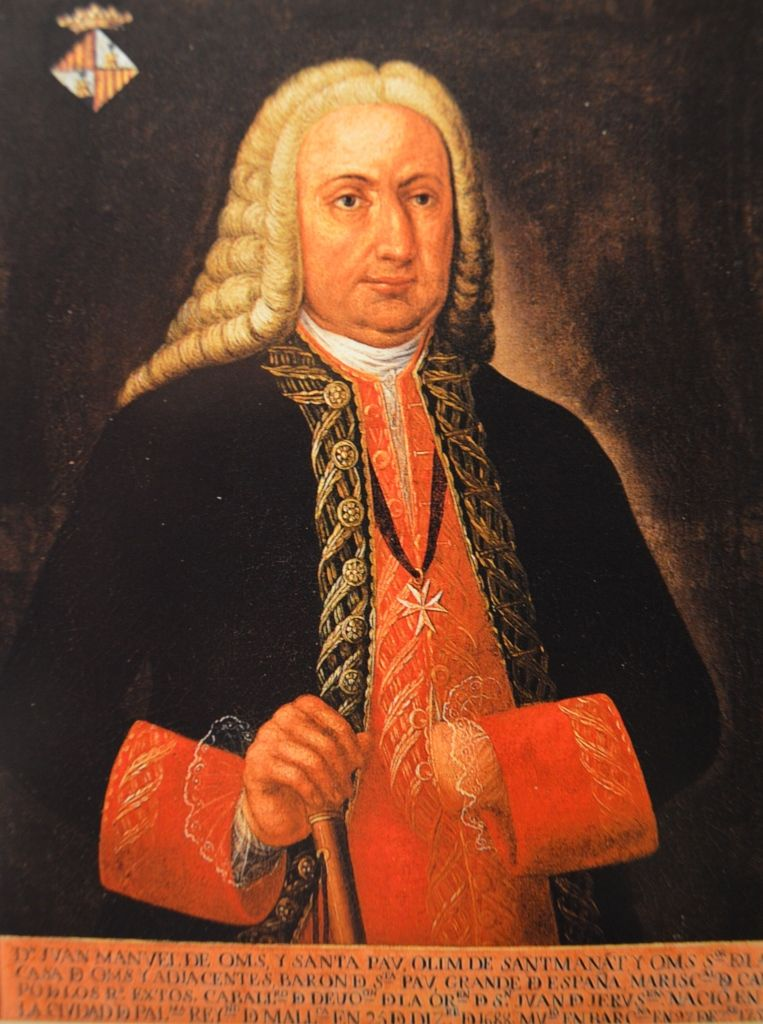
Manuel de Oms y de Santa Pau

Manuel de Oms y de Santa Pau (auf Katalanisch Manuel Sentmenat-Oms de Santa Pau i de Lanuza; * 1651 in Barcelona; † 24. April 1710 in Lima) war ein spanischer Diplomat und von 1681 bis 1688 Vizekönig von Mallorca sowie von 1707 bis 1710 Vizekönig von Peru.

## Leben
Manuel de Oms entstammte einer katalanischen Familie, die in den Auseinandersetzungen um die spanische Erbfolge auf der Seite der Bourbonen stand. Er wurde 1681 Vizekönig von Mallorca, eine Funktion, die er bis 1688 innehatte. Der weiteren war er spanischer Botschafter in Portugal. 1696 wurde für seine Verdienste um die Krone zum Marqués de Castelldosrius ernannt. Von 1698 bis 1703 war er Botschafter am Hof Ludwig XIV., bei dem er sich für die Einsetzung des Felipe de Borbón als König von Spanien verwandte.
Für seine Loyalität zum Hause Bourbon wurde er am 31. Dezember 1704 zum Vizekönig von Peru ernannt. Widrige Umstände verzögerten seine Reise, so dass er sein Amt in Lima erst im Mai 1707 antreten konnte. Seine Amtszeit war geprägt von Streitigkeiten mit den Kaufleuten (Tribunal de Consulado de Lima) Limas, zum anderen von Auseinandersetzungen mit englischen Freibeutern wie Thomas Colb, Charles Wager und Woodes Rogers.
Das gesellschaftliche Leben in Lima prägte de Oms nach französischem Vorbild. 1709 gründete er die erste literarische Akademie, der er selbst vorstand und der u. a. der Schriftsteller Pedro de Peralta y Barnuevo, der Geistliche Miguel Sáenz Cascante, der Marqués de Brenes und der Pater Agustín Sáenz angehörten. Zur Geburt des ersten Sohnes Philipps V. komponierte er die musikalische Komödie El mejor escudo de Perseo und führte sie 1708 in Lima auf.